# أني سوان
أنّي سوان (بالفنلندية: Anni Swan)‏ هي كاتبة للأطفال ومترجمة فنلندية، ولدت في 4 يناير 1875 في هلسنكي في فنلندا، وتوفي بنفس المكان في 24 مارس 1958.

## وصلات خارجية
- أني سوان على موقع IMDb (الإنجليزية)
- أني سوان على موقع الموسوعة البريطانية (الإنجليزية)
- أني سوان على موقع قاعدة بيانات الفيلم (الإنجليزية)